# Большой аттракцион
«Большой аттракцион» — советский художественный фильм 1974 года, снятый на киностудии «Мосфильм». Вышел на экраны 3 февраля 1975 года. Фильм посмотрело 19 млн зрителей в первый год проката.

## Сюжет
Даша, мечтавшая стать гимнасткой в цирке с детства, отправляется на представление цирка «Шапито», который приезжает в её приморский городок из Москвы. После этого она следует за цирковым караваном в Москву, где устраивается на работу уборщицей в цирке. Интересуясь новым аттракционом, подготовленным гимнастом Максимом Зарубиным, Даша получает приглашение участвовать в его номере. Между ними возникают конфликтные отношения из-за вмешательства журналистки Марины, что приводит к распаду почти готового аттракциона. Даша возвращается домой, а Максим навсегда покидает цирк. Однако вскоре цирк снова приезжает, и Даша вновь встречает Максима, после чего начинает выступать в его новом аттракционе «Галактика».

## В ролях
- Наталия Варлей — Даша Калашникова, девушка, мечтающая работать в цирке
- Гунарс Цилинскис — Максим Зарубин, воздушный гимнаст (озвучил Анатолий Кузнецов)
- Майя Менглет — Марина Логинова, журналист (озвучила Клара Лучко)
- Георгий Вицин — Галкин, режиссёр телевидения
- Сергей Мартинсон — дед Матвей, старый лётчик
- Евгений Моргунов — Бубенцов, администратор цирка
- Савелий Крамаров — Сеня, помощник Бубенцова
- Татьяна Пельтцер — Ольховикова, педагог
- Владимир Грамматиков — Гоша Пашков
- Анатолий Королькевич — клоун
- Арутюн Акопян — фокусник
- Борис Амарантов — мим
- Николай Горлов — артист цирка
- Марина Лобышева-Ганчук — эпизод
- Людмила Стоянова — эпизод
- Геннадий Бухаров — эпизод
- Александр Лебедев — корреспондент, берущий интервью у Бубенцова
- Антон Макаров — фотокорреспондент
- Борис Сичкин — массовик-затейник

## Съёмочная группа
- Режиссёр — Виктор Георгиев
- Сценаристы — Александр Басаргин, Виктор Георгиев
- Оператор — Эра Савельева
- Композитор — Геннадий Подэльский
- Художник — Галина Шабанова

## Критика
Фильм был резко раскритикован. Заместитель председателя Госкино СССР Борис Павленок в журнале «Советский экран», подводя итоги 1974 года, считал, что «выхолощенному сюжету картины не помогли ни отличная работа актрисы Н. Варлей, ни мимические упражнения неких загадочных персонажей, неизвестно зачем возникающих в самых неожиданных местах фильма». Он писал: «В данном случае это результат непрофессионализма — явления, в общем, неизбежного в большом потоке кинематографического творчества. Но жаль, когда подобные ошибки делают способные и подчас опытные художники с целью „самовыражения“ в искусстве».
Кинокритик Валерий Кичин в журнале «Искусство кино» отмечал, что в фильме «нет решительно никакой авторской концепции, что за сюжетом, пусть даже и условным, не стоит тема, что убоги и неостроумны диалоги, что нет характеров и нет мотивировок».
В 2023 году киновед Александр Фёдоров указывал, что «современные зрители относятся к „Большому аттракциону“ не столь строже» критиков, называя фильм «милым, весёлым и прекрасным».